# P-50
P-50 (ros. П-50) – sowiecka bomba ćwiczebna. Wypełniona jest mieszaniną popiołu drzewnego i piasku która po upadku tworzy obłok dymu rozrzucona przez 2,4 kg materiału wybuchowego.